# イソギンチャク

イソギンチャクの解剖図。
1. Tentacles 2. Mouth 3. Retracting muscles 4. Gonads 5. Acontial filaments 6. Pedal disk 7. Ostium 8. Coelenteron 9. Sphincter muscle 10. Mesentery 11. Column 12. Pharynx

イソギンチャク（磯巾着、菟葵、英: sea anemone）は、刺胞動物門花虫綱六放サンゴ亜綱イソギンチャク目（イソギンチャクもく）に属する動物の総称である。柔らかい無脊椎動物で、口の回りに毒のある触手を持つ。

## 特徴
岩の上などに定着して生活する動物で、体は基本的には円筒形である。上の面を口盤とよび、その中央には口がある。口盤の周辺には多数の触手が並ぶ。触手は普通、円錐形だが、先端部が膨らんだものや、多数の枝をもつ場合もある。体の側面は滑らかなものが多いが、疣状の突起を持つもの、多数の房状の突起を持つものなどもある。

### 吸着と移動
下面は足盤とよばれ、ここで粘着性物質を分泌して岩などに吸着する。あまり動くことはないように思われるが、イソギンチャクはこの足盤を使って、普通は時速数cm程度の速度で移動することができる。この移動性は六放サンゴ類の中でイソギンチャクの足盤が筋肉質に富むことから可能なことで、他の六放サンゴ類ではあまり見られない特徴である。内田はむしろイソギンチャクはポリプが歩く能力を発達させた唯一の例と見るべきと言っている。
これらの特徴は、定着性の刺胞動物にはほぼ共通するものである。しかし、他の定着性の刺胞動物門は、無性生殖によって数を増やし、多数が集まった群体を形成する場合が多い。イソギンチャク類は、すべてが単独生活であり、群体を作らない。後述のように無性生殖によって増殖するものもしばしば見られるが、先述の筋肉質の足盤による移動能力によって新生個体が互いに密着して群体を作るのではなく、移動して互いに距離をとるようになることが多い。個々の動物体は、したがって群体を作るものよりは大きなものが多い。大きいものでは、口盤の径が60cmにもなる。
遊泳能力
フウセンイソギンチャクの仲間、Gonactiniaは泳いで移動する。

### 生殖
普通は雌雄異体であり、体外受精する。受精卵は孵化すると楕円形で繊毛を持ったプラヌラ幼生となり、これが定着して成長し、成体となる。中にはプラヌラ幼生を親の体内で育てるものもある。無性生殖を行うものも多く、分裂（Pedal laceration）や出芽をするものが知られている。

## 触手と刺胞
触手は、イソギンチャクで最も目立つ部分である。普通、触手は口盤の周辺に沿って並んでおり、放射状に広がっている。敵などに触れると触手を縮め、強く刺激すれば口盤をも縮め、てっぺんがすぼまった形になる。そっとしておけば、また触手を伸ばし始める。
触手の形で変わっているものとしては、ハナブサイソギンチャクなど、触手に横枝があるものがある。触手の形は普通でも、口盤が波打っていたりすると、見かけは随分変わった形になる。ハタゴイソギンチャクやヒダベリイソギンチャクなどがそういったものである。触手に枝があるような特異な形のものは、サンゴ礁に見られるもので、そのような環境の生物多様性の表れと見ることも出来る。
餌になる小動物が触れた場合には、触手がそれに触れて餌が毒で麻痺してから、口に運んで丸のみにする。微小な餌を捕らえるものは、口盤の表面の繊毛によって餌が口に運ばれる。餌は胃腔に取り込まれ、消化液で分解され、吸収される。未消化物（糞など）は再び口から吐き出される。
ただし、予想されるほどの餌を取ってはいないとの報告もあり、海水中の有機物を直接取り入れる仕組みがあるのではとの説もある。ただ、実際に捕食しているのは書籍などで紹介されているような大型の魚類などよりも小型のプランクトン性の甲殻類などであることが多いようである。また、近縁のイシサンゴ類と同様に体内に褐虫藻と呼ばれる渦鞭毛藻類に属する藻類を共生させており、ここから多くのエネルギーを得ている種も多く知られている。本州や九州など日本列島中央部の岩礁潮間帯で普通に見られるヨロイイソギンチャクが褐色をしているのがこの共生藻類の色によるものであるし、サンゴイソギンチャクなど珊瑚礁域などでクマノミと共生しているような大型のイソギンチャクもこうした共生藻類による栄養摂取に多くを依存しているものが多い。
触手には刺胞と呼ばれる小さな袋状の構造が多数並んでいる。この刺胞には長い針が、巻き込まれるか折り畳まれるかして入っており、何かに触れるとその針が打ち出される。いくつかの種類があり、長い針が刺さってくっつくようになっているものもあれば、毒液を注入するものもある。これらが餌を捕獲する時や敵からの防御に働く。また、刺胞は、触手以外にも、体表面の突起部分にそれを持つ種もある。また、体内にある隔膜糸や槍糸というものにも刺胞があり、タテジマイソギンチャクなど、種によってはこれを体外に出して攻撃用に用いる。
大部分のイソギンチャクの毒は、人間には影響を与えない程度のものであるが、日本の珊瑚礁海域にも生息するウンバチイソギンチャク（海蜂磯巾着の意）など一部にとても毒が強いものがあるので、該当海域では注意を要する。

## 変わり種
一般にイソギンチャクは移動速度が遅く、足盤を使ってわずかずつ移動するが、もっと素早い移動を行うものもある。
- オヨギイソギンチャクは、藻場に生息する小型種で、時どき海草の葉から離れ、触手を振りかざして遊泳する。また、この種は、ちぎれた触手からも全身を再生することができる。
- キタフウセンイソギンチャクは、天敵のヒトデが触れると、基盤から体を離しつつ体を延ばし、続いて屈伸しながら浮き上がる。この“ジャンプ”によって、約1.5m ばかり離れたところまで移動するという。

ほとんどのイソギンチャクは、岩の上に体を固定させる。そのため、砂地や泥の海底には生息しづらいが、さまざまな方法でそういった場に生息するものがある。
- スナイソギンチャクなどは、砂の中に埋まった石に体を固定させ、砂の表面に体を伸ばし、触手を広げる。このやり方は、砂地に定着する方法としては、比較的体の仕組みを変えなくてよいので、簡便な方法であるが、大きな獲物に根こそぎに抜かれる場合があるという。一般的に岩礁潮間帯の岩の穴に固着しているヨロイイソギンチャク類においても、後述のイシワケイソギンチャクのような干潟生息種はスナイソギンチャクと同様の方法で干潟の砂泥庭に生息することを可能にしている。
- ムシモドキギンチャクなどでは、体が円柱状に細長くなり、足盤はなくなって、その部分が球状に膨らむ。砂に埋まって触手だけを出し、何かあると、球状部分を錨役として砂の中に引っ込む。
- 他に、ヤドカリやカニに共生して砂地に進出するものもあるが、これについては後述する。

ヤドリイソギンチャクは、幼生時にオワンクラゲというクラゲに寄生して宿主を食べて成長後は海底に沈んで生活する。

## 他の動物との共生

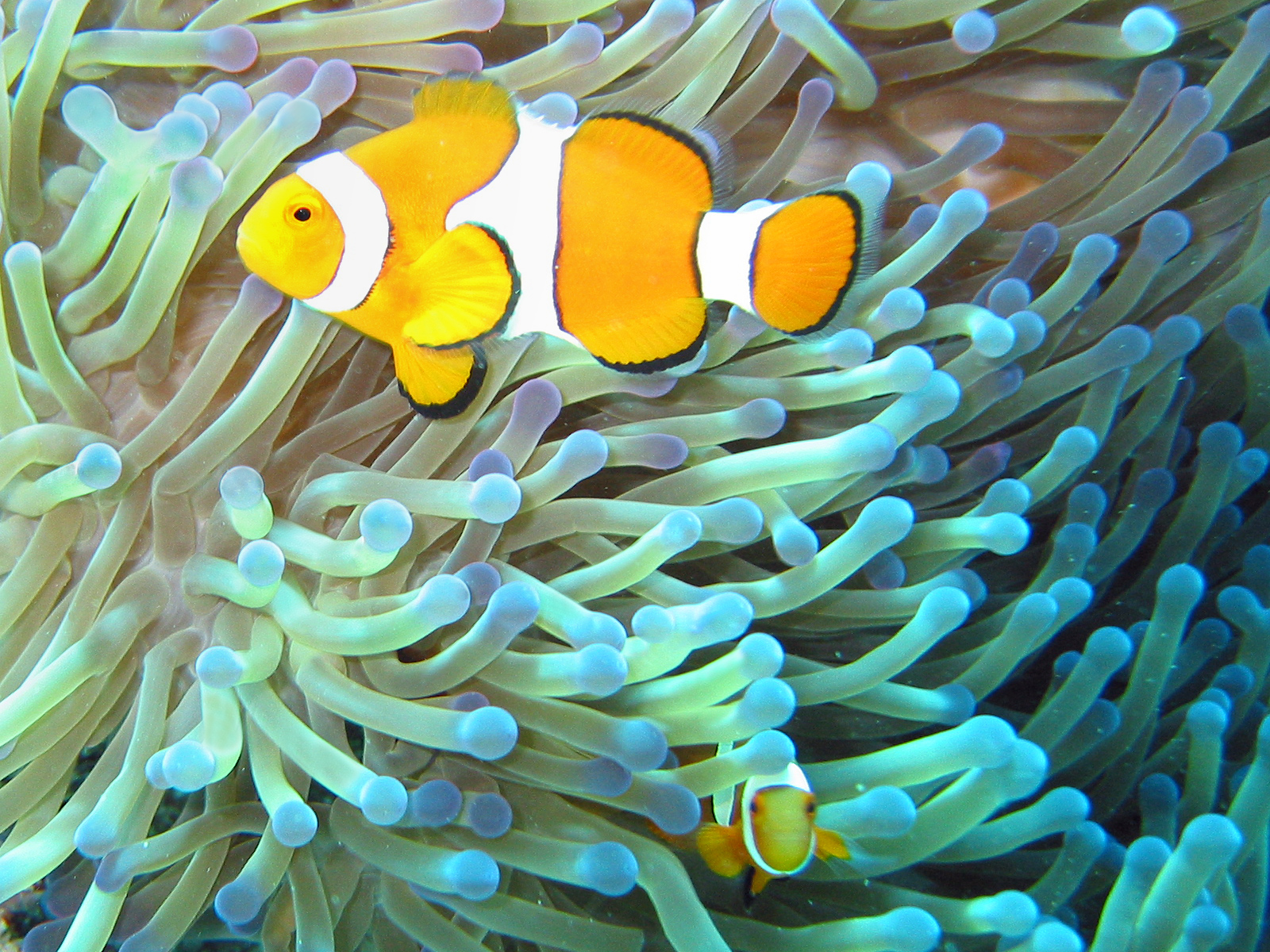
カクレクマノミとイソギンチャク

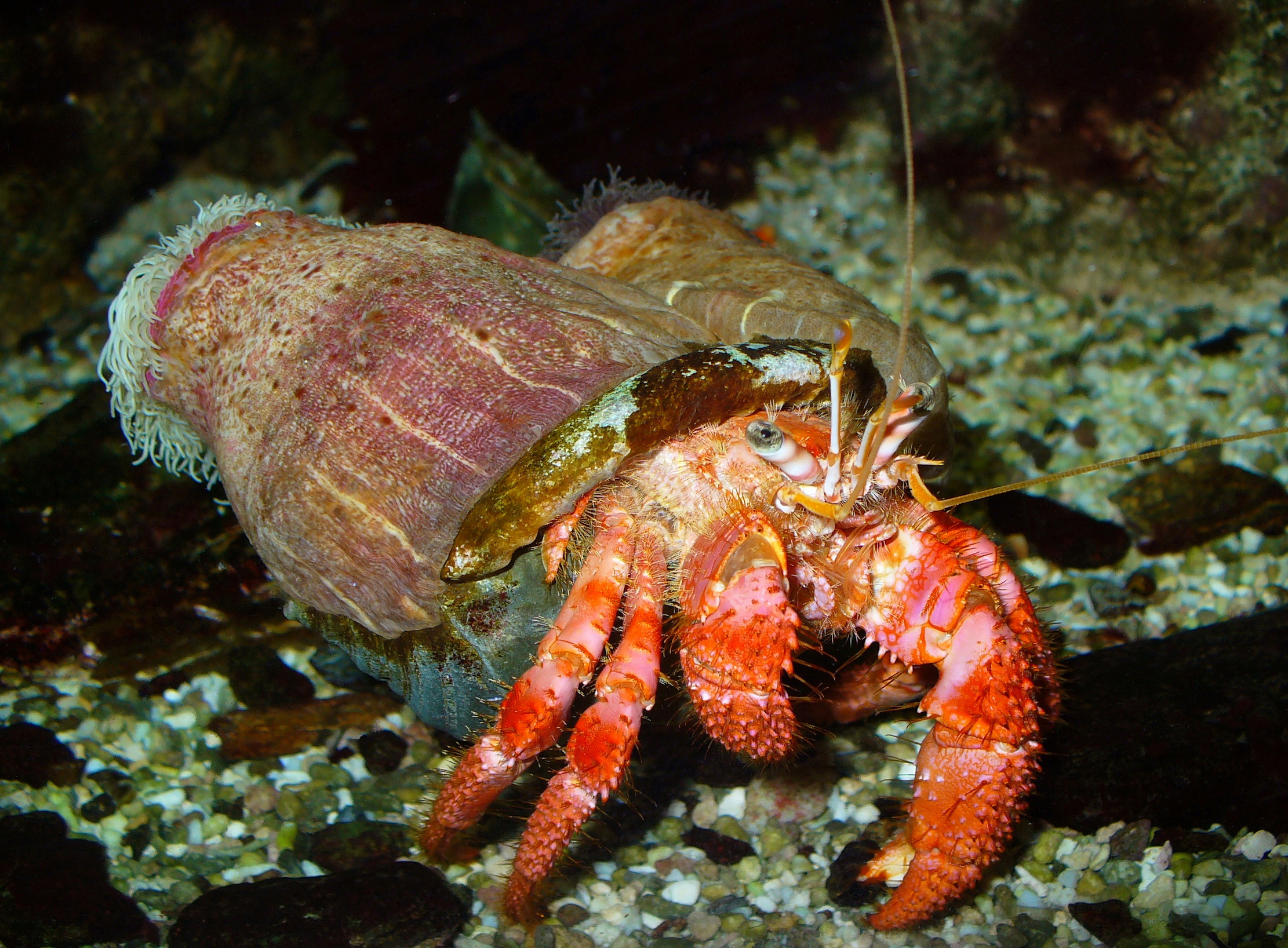
ヤドカリとイソギンチャク

イソギンチャクは、さまざまな動物と共生していることが知られている。
- 最もよく知られているのは、魚類のクマノミ類との共生であろう。サンゴ礁に生息する、ハタゴイソギンチャクなど大型のイソギンチャクに見られる。クマノミ以外の魚もイソギンチャクに住み着いていることがあるが、クマノミとは異なり触手に触れてしまうと捕食される。
- 同様な関係は一部のエビやカニ類との間にも見られる。
- ヤドカリ類の殻の上に着くものでは、イソギンチャクは、移動して砂地にまで進出できるし、ヤドカリは大型の捕食者から身を守れる、相利共生の関係にある。イソギンチャクとヤドカリの種の組み合わせはほぼ決まっている。それらのヤドカリがイソギンチャクを見つけると、ヤドカリは鋏でイソギンチャクを刺激する。そうするとイソギンチャクは自ら体を岩から離すので、ヤドカリはこれを自分の殻の上に移動させる。さらに、ある種のイソギンチャクは、自分で殻を分泌して擬貝（英語：carcinoecium）を形成して、そこにヤドカリを住まわせるので、ヤドカリの成長に合わせ増築していくため、引っ越しをしなくてすむようになる[11][12]。
- ヤドカリとカニには、鋏にイソギンチャクをつけるものがある。キンチャクガニはカニハサミイソギンチャクを両側の鋏で挟んで持ち歩き、敵に対してはそれを振りかざすようにする。
- 他に、カニや巻き貝などに着く種が知られているが、共生関係については不明である。
- サンゴなどと同様に、光合成を行う褐虫藻と共生し、光合成産物を栄養として受け取っている種としてヒメイソギンチャク、ヨロイイソギンチャクなどがいる[13]。

## 毒性
イソギンチャクは、魚などを捕まえるための刺胞毒を持っているが、ほとんどの種では人間に影響を与えるほどのものではない。日本本土周辺では、スナイソギンチャクやハタゴイソギンチャクが、ある程度強い毒を持つ。
しかし、沖縄以南では、ウンバチイソギンチャクという種があり、極めて危険である。このイソギンチャクは、昼間は触手を引っ込めており、体壁の突起が一面に広がった姿であるが、これが、岩に着いた海藻の固まりにしか見えない。もしこれに触れれば、非常に激しく痛み、火傷のような傷を生じる。急性腎不全による死亡例も知られている。ウンバチとは海の蜂の意で、徳之島では古くから漁民に恐れられたというが、近年は沖縄付近でも度々見つけられており、警戒が呼びかけられている。他にも、似たような房のような突起や触手を持つものには毒の強いものがいくつかある。

## 利用
近代の商業的漁業においてはあまり利用価値はない。
マダイの延縄漁の餌にすることで、マダイ以外が混獲されないとされる。
日本でイソギンチャクの食用が一般的なのは有明海沿岸で、干潟に生息するヨロイイソギンチャク類の一種、イシワケイソギンチャクなどが食用として市場に流通しており、調理法には味噌煮や唐揚げなどがあり、郷土料理の飲食店でも供される。ほか、千葉県の東京湾沿岸でも、戦後埋め立てが進む前は同様に同種と考えられる干潟性のヨロイイソギンチャク類を潮干狩りで味噌汁の具として採取し、家庭内消費することは盛んであった。島根県で、ジーボと呼ばれるイソギンチャクが食用とされる。沖縄では、共生するヤドカリと共に主にベニヒモイソギンチャクが食用とされる。
海外でも、食用にする例はあるが、大規模に市場に出荷するほどの利用はほとんど見られない。スペイン南西部とサルデーニャ島では、ヘビイソギンチャクを酢につけたあとに衣をつけてオリーブオイルでフライにされる。フィリピンのパラワン島でシライトイソギンチャクが食用とされる。また、中国浙江省の舟山群島で食用とされる。
むしろ、水族館で鑑賞されるのが最大の利用であろう。近年は、アクアリウム技術の進歩によって、家庭でも楽しめるようになっている。特に、ヨロイイソギンチャク類やウメボシイソギンチャクのように過酷な潮間帯の環境に生息するイソギンチャクは、比較的丈夫なもので、飼育は難しくない。小型のものなら、コップ程度でも飼育できる。珊瑚礁に生息する大型の種の場合は共生藻類の光合成への依存度が高いので、イシサンゴ類の飼育と同様に水質や照明に注意を払う必要がある。

## 名前の由来
日本名のイソギンチャクという名は、磯巾着であり、触手を縮め、口盤の縮んだ姿が巾着に似て見えることからその名がついたものと考えられている。何かぬるぬるして、触ると引きずり込むような感触が卑猥な想像を呼び、イソツビ（磯の女性器の意）という古名もあって、そのような方面でその名が使われる場合もある。先述の有明海沿岸で食用になっているイシワケイソギンチャクの本来の地方名はワケノシンノスであり、これは「青年の肛門」を意味している。これも近代以前に一般的であった衆道（男色）の慣習との関連が疑われる。
英名はSea Anemone　すなわち「海のアネモネ」であり、また、ドイツ名は Seerose（海のバラ）と、いずれも触手の広がっている様子を花びらにたとえたものと思われる。

## 分類

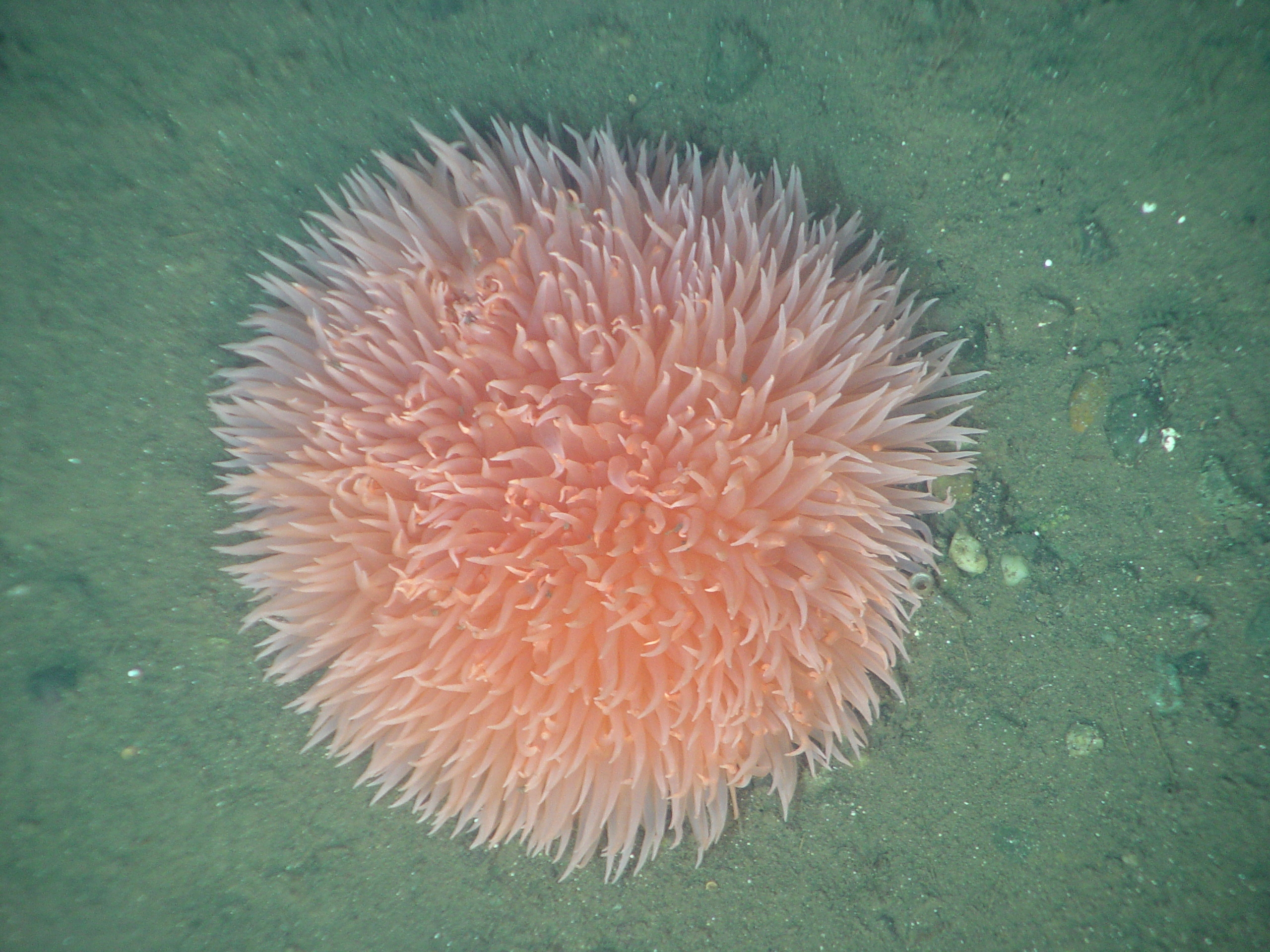
ダーリアイソギンチャク（英名:Pom-pom anemone、ポンポンアネモネ）

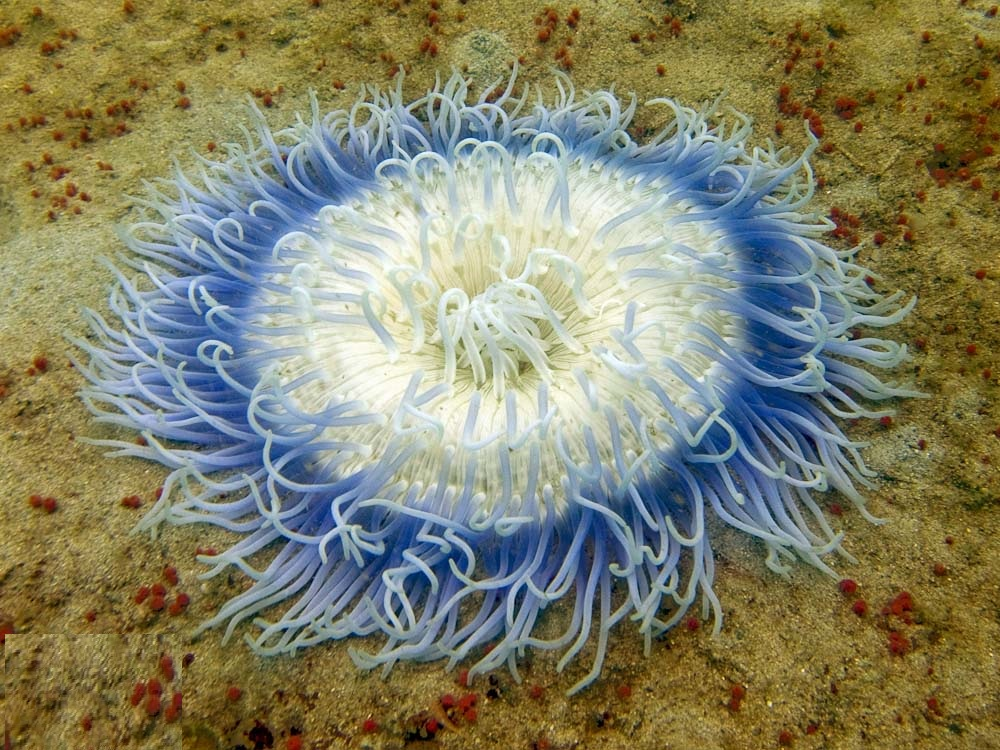
マバラシライトイソギンチャク

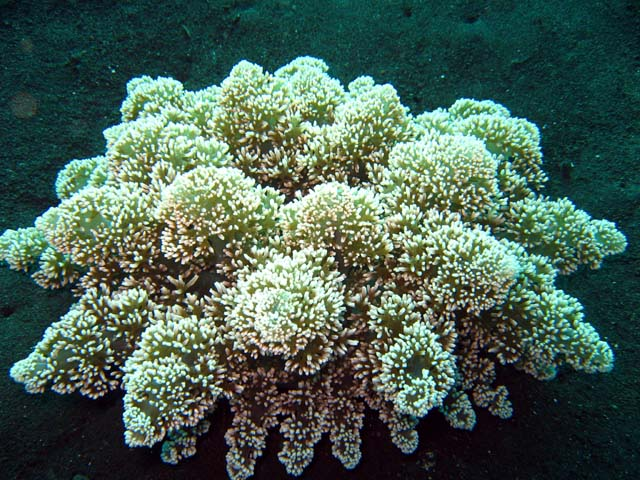
ハナブサイソギンチャク

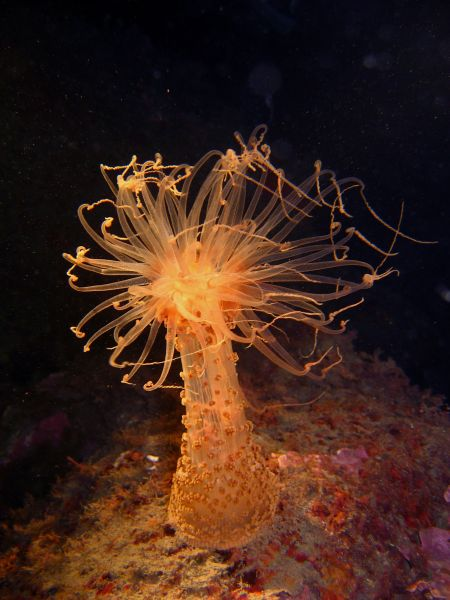
カザリイソギンチャク科のAlicia mirabilis

### 内腔亜目 Endocoelantheae
- カワリギンチャク科（変巾着科） Halcuriidae
- ヤツバカワリギンチャク科（八葉変巾着科） Actinernidae

### イマイソギンチャク亜目（新磯巾着亜目） Nynantheae
- オヨギイソギンチャク族（遊泳磯巾着族） Boloceroidaria
  -     - オヨギイソギンチャク科（遊泳磯巾着科） Boloceroididae
      - オヨギイソギンチャク Boloceroides mcmurrichi (Kwietniewski, 1898)（小型、藻場に生息、泳ぐ）
      - カニハサミイソギンチャク

    - Nevadneidae
- 足盤族 Thenaria
  - 槍糸亜族 Acontiaria
    - Acontiophoridae
    - セイタカイソギンチャク科（背高磯巾着科） Aiptasiidae
    - Aiptasiomorphidae
    - Bathyphelliidae
    - Diadumenidae
    - タテジマイソギンチャク科
    - タテジマイソギンチャク科（縦縞磯巾着科） Haliplanellidae (Diadumenidae)
      - タテジマイソギンチャク Haliplanella lineata (Verrill, 1871)：潮間帯に普通、褐色に赤の縦縞

    - クビカザリイソギンチャク科（首飾磯巾着科） Hormathiidae
      - ヤドカリイソギンチャク Calliactis japonica Carlgren, 1928：ヤドカリの殻上に共生
      - ベニヒモイソギンチャク

    - マミレイソギンチャク科 Isophellidae
    - Kadosactidae
    - ヒダベリイソギンチャク科（襞縁磯巾着科） Metridiidae
      - ヒダベリイソギンチャク：寒流の代表種

    - ウスアカイソギンチャク科（薄赤磯巾着科） Nemanthidae
    - ナゲナワイソギンチャク科（投縄磯巾着科） Sagartiidae
    - Sagartiomorphidae

  - 内筋亜族 Endomyaria
    - ウメボシイソギンチャク科（梅干磯巾着科）Actiniidae
      - ウメボシイソギンチャク Actinia equina (Linnaeus, 1758)：潮間帯に普通、真っ赤
      - ミドリイソギンチャク Anthopleura fuscoviridis Carlgren, 1949：潮間帯に普通、緑
      - ヨロイイソギンチャク　Anthopleura uchidai England, 1992：潮間帯に普通、石をくっつける
      - スナイソギンチャク Dofleinia armata Wassilieff, 1908
      - アジサイイソギンチャク Antheopsis cookei
      - マバラシライトイソギンチャク Antheopsis doreensis
      - キッカイソギンチャク Antheopsis koseirensis (Klunzinger, 1877)
      - シマキッカイソギンチャク Antheopsis maculata (Klunzinger, 1877)
      - フトウデイソギンチャク Macrodactyla aspera (Haddon and Shackleton, 1893)

    - ハナブサイソギンチャク科（花房磯巾着科） Actinodendronidae
      - ハナブサイソギンチャク：触手細かく枝分かれ・有毒

    - カザリイソギンチャク科（飾磯巾着科） Aliciidae
      - ウンバチイソギンチャク Phyllodiscus semoni Kwietniewski, 1897：猛毒
      - カサネイソギンチャク Triactis producta Klunzinger, 1877

    - ヨウサイイソギンチャク科 Aurelianidae
    - 岩根磯巾着科 Condylanthidae
    - Homostichanthidae
    - Iosactiidae
    - ダーリアイソギンチャク科 Liponematidae
    - Minyadidae
    - ニチリンイソギンチャク科（日輪磯巾着科） Phymanthidae
    - ハタゴイソギンチャク科（旅籠磯巾着科） Stichodactylidae
      - サンゴイソギンチャク Entacmaea quadricolor (Rüppell and Leuckart, 1828) 　以下3種はシノニムとされる。
      - オオサンゴイソギンチャク
      - ウスカワイソギンチャク
      - タマイタダキイソギンチャク
      - ジュズダマイソギンチャク Heteractis aurora (Quoy and Gaimard, 1833) （Ixalactis simplexはシノニム）
      - シライトイソギンチャク Heteractis crispa (Hemprich and Ehrenberg in Ehrenberg, 1834)
      - センジュイソギンチャク Heteractis magnifica (Quoy and Gaimard, 1833)
      - グビジンイソギンチャク Stichodactyla tapetum (Hemprich and Ehrenberg in Ehrenberg, 1834)
      - ハタゴイソギンチャク Stichodactyla gigantea (Forskål, 1775)：大型、クマノミ類が共生
      - イボハタゴイソギンチャク Stichodactyla haddoni (Saville-Kent, 1893)

    - 鶏頭磯巾着科 Thalassianthidae

  - 中筋亜族 Mesomyaria
    - クラゲイソギンチャク科 Actinoscyphiidae
    - セトモノイソギンチャク科（瀬戸物磯巾着科） Actinostolidae
      - フウセンイソギンチャク Stomphia japonica Carlgren, 1943：ジャンプする

    - Exocoelactiidae
    - Isanthidae
- 無足盤族 Athenaria
  -     - Andresiidae
    - ホウザワイソギンチャク科（宝沢磯巾着科） Andwakiidae
    - ムシモドキギンチャク科（虫擬巾着科） Edwardsiidae
      - ムシモドキギンチャク Edwardsioides japonica (Carlgren, 1931)：砂地に生息
      - テンプライソギンチャク Tempuractis rinkai：カイメンと共生

    - Galatheanthemidae
    - Halcampidae
    - ナガイソギンチャク科（長磯巾着科） Halcampoididae
    - Haliactiidae
    - コンボウイソギンチャク科（棍棒磯巾着科） Haloclavidae
      - ヤドリイソギンチャク Peachia quinquecapitata McMurrich, 1913

    - Limnactiniidae
    - Octineonidae

### 古磯巾着亜目 Protantheae
- Gonactiniidae

### Ptychodacteae
- Preactiidae
- Ptychodactiidae